# Стрый (река)
Стрый (укр. Стрий) — река во Львовской области Украины, правый приток реки Днестр. Длина 232 км, площадь бассейна 3060 км². Средний расход воды в 17 км от устья 45,2 м³/с, наибольший — 890 м³/с.
Река берёт начало в Восточных Карпатах, на склоне горы Яворник (1120,6 метра). Большая часть русла пролегает по узкой долине. Впадает в Днестр в 10 км от города Жидачова. Главный приток — Опир, притоки — Крушельница (правый), Завадка (правый), Большая Речка (правый), Жижава (правый), Гуснянка (левый), Гнилая (левый), Сможанка (правый), Тейсаровка (левый), Стынавка (левый), Сходничанка (левый).
Характерно весеннее половодье, летне-осенние паводки (нередки и зимой). Ледовые явления на Стрые обычно с ноября до апреля, ледостав продолжается 2-2,5 месяца. Питание реки смешанное. На реке построена Завадовская ГЭС.
Берега покрыты хвойными и смешанными лесами, густо заселены. На реке расположены города Турка, Стрый, Жидачов. Развит водный туризм.

## Галерея

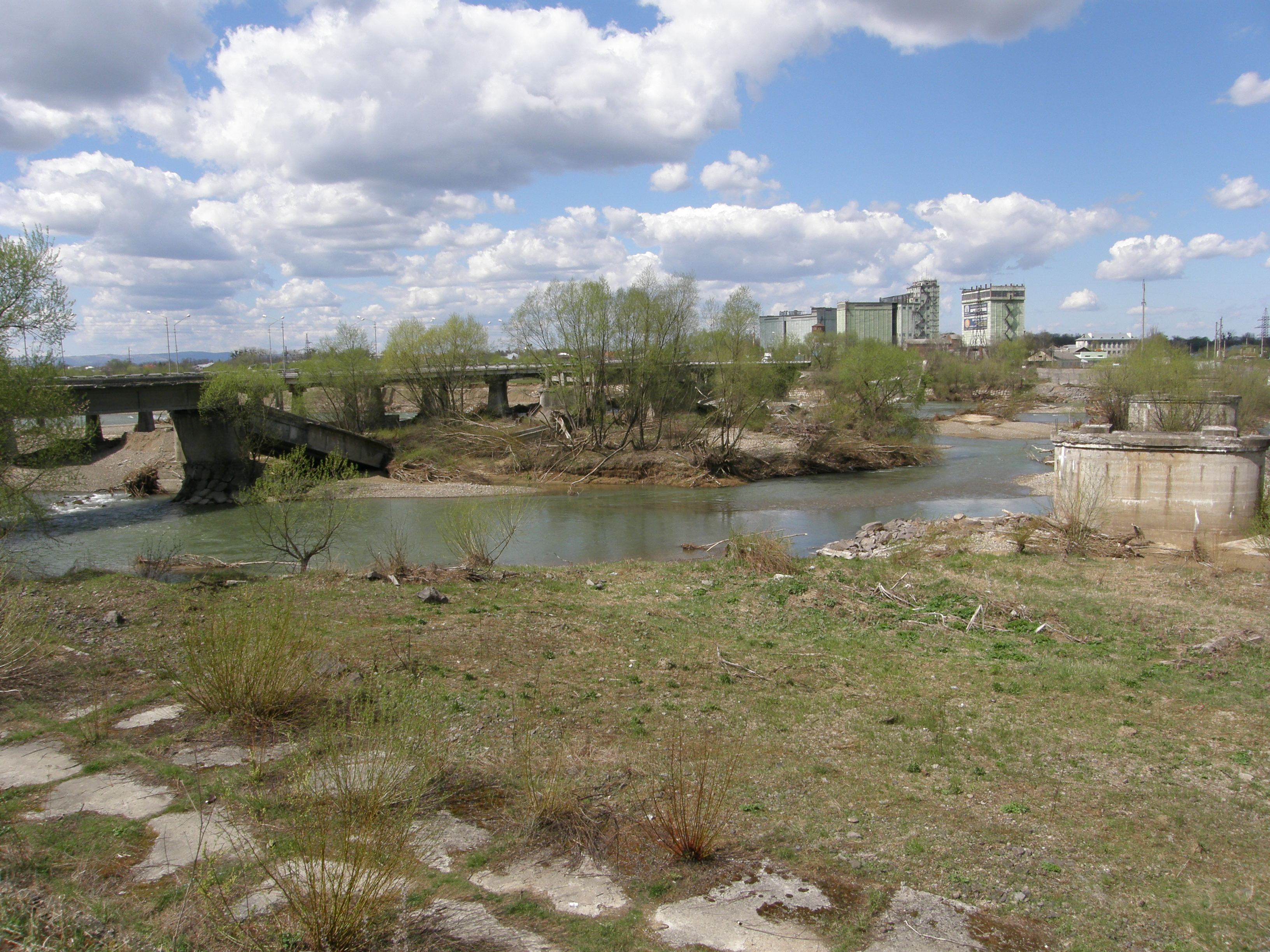
Стрый в одноимённом городе
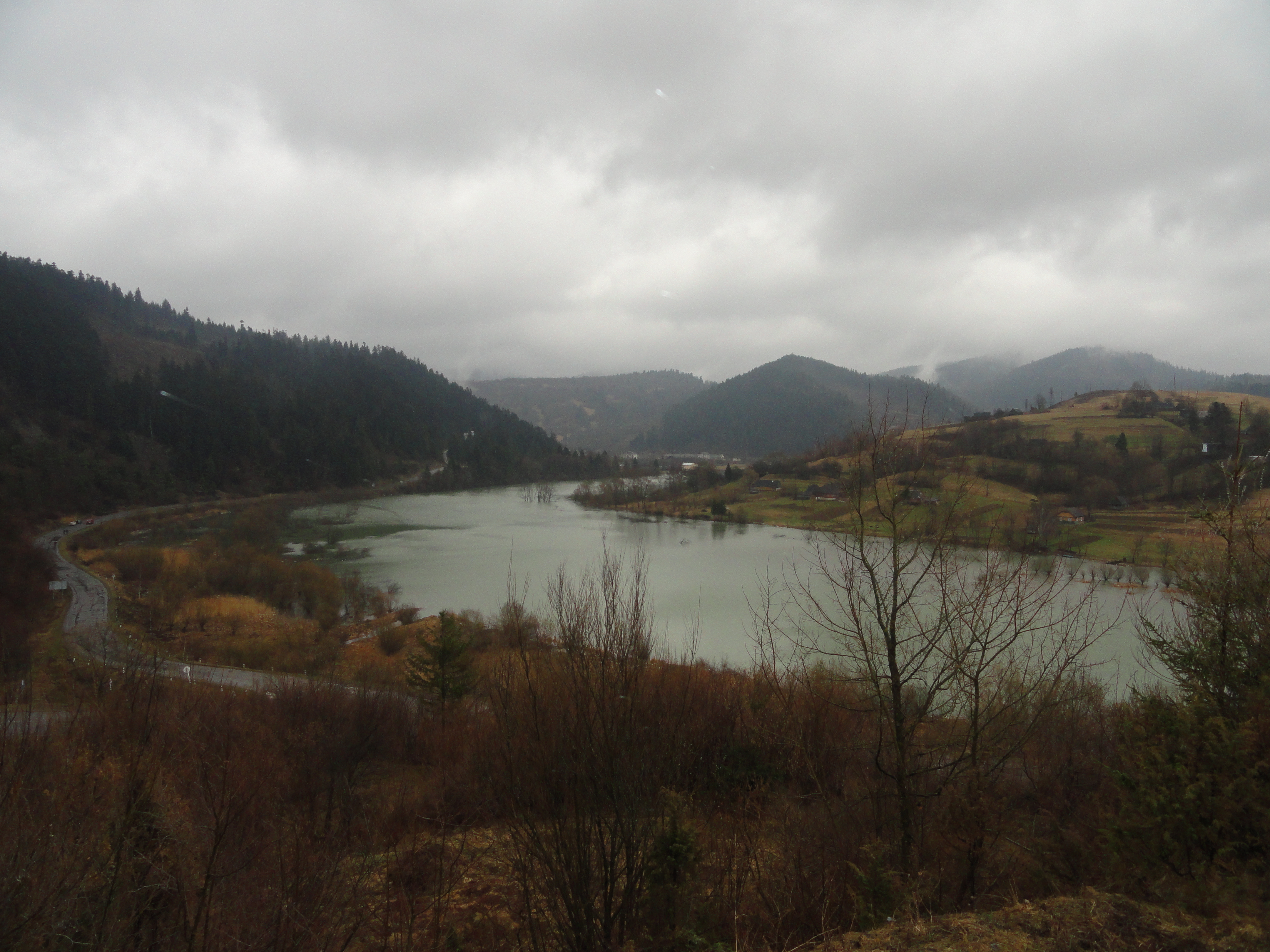
Стрый в верховьях